# Chutes Patawa
Les Chutes Patawa ou chutes Diamants, sont des chutes d'eau qui se trouvent dans un cours d'eau du même nom, situé dans la commune de Roura en Guyane. 

## Tourisme
Elle est considérée comme l'une des plus belles chutes d'eau du département.